# ÁtVágó
Az átVágó egy magyar műveltségi műsor volt a Story4-en, amelyet a "kvízprofesszor" Vágó István, a Legyen Ön is milliomos! egykori műsorvezetője vezetett. A műsor érdekessége, hogy Vágó nem csak a műsor vezetője, hanem ötletgazdája is. A Sanoma Mediával közösen alkották meg a játékot, amely az interneten is játszható (https://web.archive.org/web/20120423171115/http://atvago.startlap.hu/) és mobiltelefonos alkalmazás is készül majd. Az adások a Story4 weboldalán elérhetőek.

## Szabályok
A játék három részből áll.
- Az első forduló a Befutó.

Itt a játékosok villámkérdéseket kapnak. A helyesen válaszoló játékos 1-et előre léphet. Aki 5 kérdésre helyesen válaszol, az bejut az elődöntőbe, viszont aki 3 kérdésre rossz választ ad, az kiesik (első két válaszért sárga lapot kap, majd egy pirosat).
- A második forduló a Névforduló.

Ebben a körben már csak két játékos játszik. Ebben a részben is villámkérdéseket kapnak a felek, ám a válaszokból egy bizonyos szót kiemelnek, és ezekből a kulcsszavakból kell kitalálni egy tulajdonnevet (ez lehet személynév, földrajzi név, csoport, intézmény stb.) Minden egyes jó válaszért 5000 forintot kap a nyertes.
- A harmadik forduló az átVágó.

Ebben a körben az elődöntőt megnyerő játékos a jó válaszaival megnyert 5000 Ft-okat hozza át és akár a pénze 256-szorosát nyerheti meg.
Maximum 8 állításról kell eldöntenie, hogy igaz vagy hamis. A válaszra az áthozott pénzből tesz tétet (legalább a felét). Ha jól dönt, akkor a feltett pénzt megnyeri, ha rosszul, elveszti. A játék során egyszer passzolhat, de akkor az össznyeremény is feleződik.
Második segítsége az állítás cseréje a játékos által választott kategóriára. Ha játékos bármikor rosszul dönt, a játékának vége és az addig megnyert pénzt viszi haza.
A 8 állítás után az összegyűlt pénz (maximum 12,8 millió Ft, ha a 2. fordulóban minden válaszra jól válaszol és így 50 000 Ft gyűjt össze, majd a fináléban mindig duplázik) a jutalom.